# Червени сенки
Червени сенки (на английски: Red Shadows) е приключенски разказ, част от цикъла „Соломон Кейн“, написан от Робърт Хауърд и публикуван в списанието „Weird Tales“ през август 1928 година. Това е първото публикувано произведение, в което се появява образа на английския пуритан и авантюрист Соломон Кейн.

## Сюжет
Внимание:  Текстът по-долу разкрива сюжета на произведението (или части от него)!
Докато пътува през Северна Франция, Соломон Кейн се натъква на ранена и насилена девойка. Преди да умре, тя успява да съобщи на Кейн името на своя убиец: Льо Луп – Вълка. Пуританинът решава да отмъсти на разбойника за смъртта на невинното момиче. Соломон Кейн успява да унищожи цялата банда на Льо Луп, но разбойническият главатар успява да избяга. Соломон се впуска в преследване на бандита през Италия и Испания, което го довежа чак до джунглите на Африка, където вълка е станал съветник на местен туземен вожд. Чернокожите му поданици хващат в плен англичанина, но с помощта на племенния магьосник Н’Лонга, Кейн успява да избяга и в крайна сметка да убие френския главорез.